# Саут Фолсберг (Њујорк)
Саут Фолсберг (енгл. South Fallsburg) насељено је место без административног статуса у америчкој савезној држави Њујорк.

## Демографија
По попису из 2010. године број становника је 2.870, што је 809 (39,3%) становника више него 2000. године.
| Група             | 2000.         | 2010.         |
| Белци             | 1.353 (65,6%) | 1.306 (45,5%) |
| Афроамериканци    | 370 (18,0%)   | 408 (14,2%)   |
| Азијати           | 21 (1,0%)     | 25 (0,9%)     |
| Хиспаноамериканци | 305 (14,8%)   | 1.106 (38,5%) |
| Укупно            | 2.061         | 2.870         |